# Atahualpa (Manabí)
Atahualpa ist eine Ortschaft und eine Parroquia rural („ländliches Kirchspiel“) im Kanton Pedernales der ecuadorianischen Provinz Manabí. Die Parroquia besitzt eine Fläche von 169,2 km². Die Einwohnerzahl lag im Jahr 2010 bei 2568. Die Parroquia wurde am 10. Januar 1997 gegründet.

## Lage
Die Parroquia Atahualpa liegt Hinterland der Pazifikküste. Der Hauptort Atahualpa liegt auf einer Höhe von 70 m am Río Coaque. Die Ortschaft Atahualpa befindet sich 14 km südöstlich des Kantonshauptortes Pedernales.
Die Parroquia Atahualpa grenzt im Nordwesten und im Nordosten an die Parroquia Pedernales, im Südosten an die Parroquia Chibunga (Kanton Chone) sowie im Südwesten an die Parroquia Diez de Agosto.

## Ökologie
Im Nordwesten der Parroquia befindet sich das Schutzgebiet Bosque Protector Cerro Pata de Pájaro.